# Афробіт

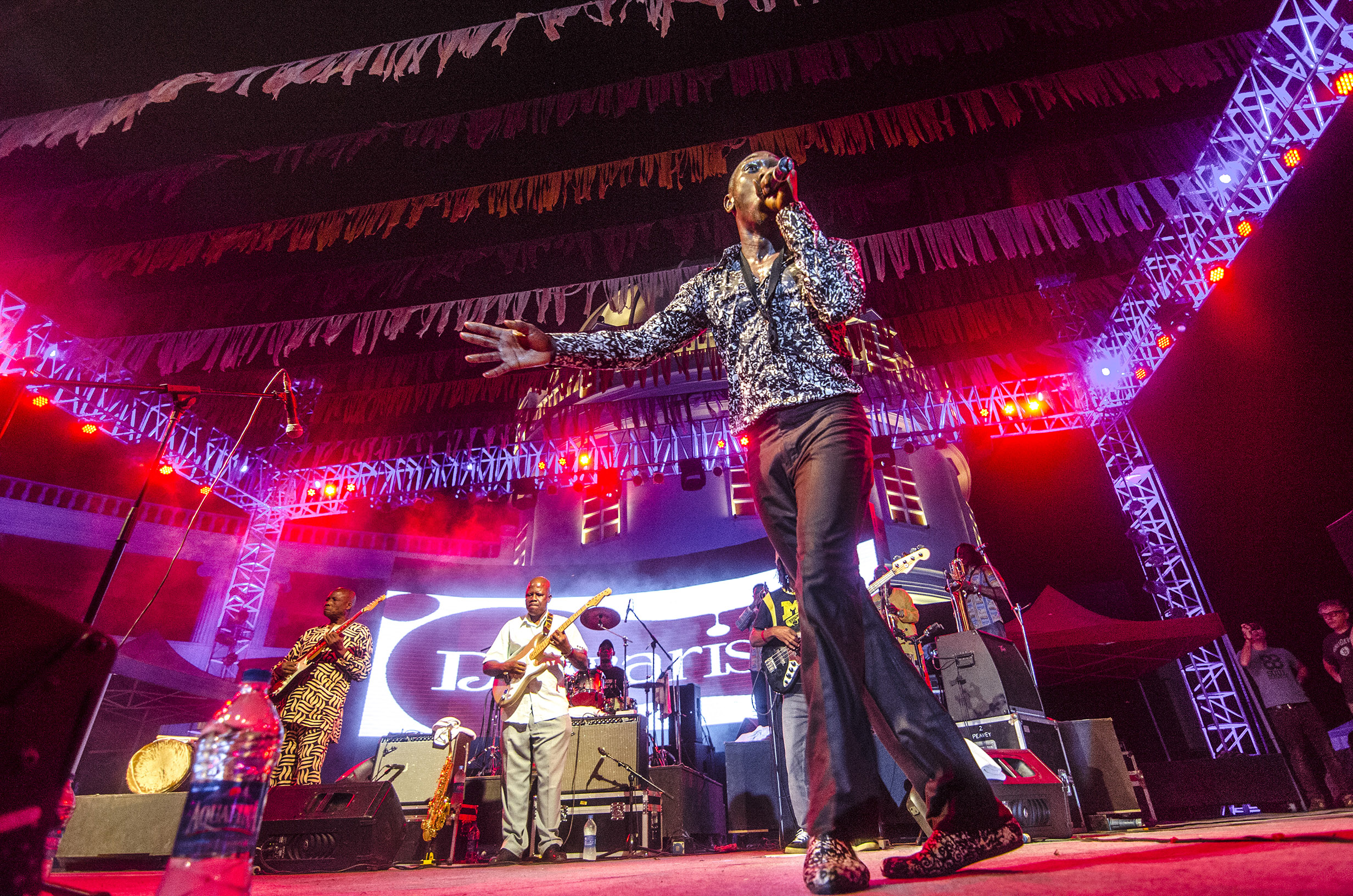
Сеун Куті під час виступу в стилі афробіт

Афробіт (англ. afrobeat; також відомий як афрофанк) — нігерійський музичний жанр, що включає поєднання західноафриканських музичних стилів переважно з Нігерії, таких як традиційна музика йоруба та ігбо, а також музика хайлайф з американським фанком, джазом та соулом, з акцентом на скандуючий вокал, складні перехресні ритми та перкусію. Стиль був започаткований у 1960-х роках нігерійським мультиінструменталістом та бендлідером гурту Фелою Куті, який є найбільш відомим завдяки популяризації стилю в Нігерії та за кордоном. На піку своєї популярності його називали одним із «найсміливіших і найхаризматичніших музичних виконавців Африки».
Схожий за назвою афробітс, відрізняється від афробіту поєднанням звуків, що виникли в Західній Африці в XXI столітті. Він зазнав різноманітних впливів і є еклектичним поєднанням таких жанрів, як хіп-хоп, хаус, джуджу, ндомболо, R&B, сока і денсхолл. Ці два жанри, хоча їх часто ототожнюють, не є тотожними, оскільки афробітс — це скоріше просто злиття афробіту.

## Історія

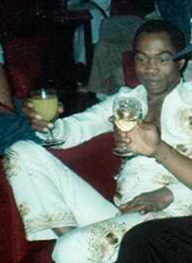
Фела Куті

Афробіт виник у Нігерії наприкінці 1960-х років завдяки Фелі Анікулапо Куті (уродженому Олуфела Олусегун Олудотун), який разом з барабанщиком Тоні Алленом експериментував з різною сучасною музикою того часу. На формування афробіту вплинуло поєднання різних жанрів, таких як хайлайф, фудзі та джуджу, а також вокальні традиції йоруба, ритм та інструменти. Наприкінці 1950-х років Куті виїхав з Лагосу на навчання до Лондонської школи музики, де брав уроки гри на фортепіано, та перкусії і познайомився з джазом. Фела Куті повернувся до Лагосу і грав гібрид хайлайф-джазу, щоправда, без комерційного успіху.
У 1969 році Куті та його група вирушили в подорож до США і познайомилися з жінкою на ім'я Сандра Сміт, співачкою та колишньою учасницею Чорної пантери. Сандра Сміт (тепер відома як Сандра Ізадоре або Сандра Аканке Ісідоре) познайомила Куті з багатьма роботами таких активістів, як Мартін Лютер Кінг-молодший, Анджела Девіс, Джессі Джексон, та найбільше вплинув на нього Малкольм Ікс.
Оскільки Куті цікавивився афро-американською політикою, Сміт вважала своїм обов'язком інформувати його про поточні події. Натомість Куті знайомив її з африканською культурою. Оскільки Куті жив в будинку Сміт і проводив з нею багато часу, він почав переоцінювати свій музичний жанр. Саме тоді Куті зрозумів, що грає не африканську музику. З того дня Куті змінив своє звучання і послання, яке він вкладав у свою музику.
Прибувши до Нігерії, Куті також змінив назву свого гурту на «Africa '70». Нове звучання було пов'язане з клубом, який він заснував під назвою Afrika Shrine. Гурт пропрацював у Afrika Shrine п'ять років, з 1970 по 1975, поки афробіт процвітав серед нігерійської молоді. Інший впливовий діяч — Рей Стівен Оче, нігерійський музикант, який гастролював з Парижа, Франція, зі своїм оркестром Matumbo у 1970-х роках.
Назва частково виникла через спробу відрізнити музику Фели Куті від соул-музики американських виконавців, таких як Джеймс Браун.
У його музиці та музиці музиканта Lagbaja переважають рідні нігерійські гармонії та ритми, беручи контрастні елементи та поєднуючи, модернізуючи та імпровізуючи на них. Політика мала важливе значення для афробіту, оскільки Куті використовував соціальну критику, щоб прокласти шлях до змін. Його послання можна описати як конфронтаційне і суперечливе, що пов'язано з політичним кліматом більшості африканських країн у 1970-х роках, багато з яких боролися з політичною несправедливістю і військовою корупцією, відновлюючись після переходу від колоніальних урядів до самовизначення. Коли жанр поширився на африканському континенті, багато гуртів підхопили цей стиль. Записи цих гуртів та їхні пісні рідко можна було почути або експортувати за межі країн походження, але зараз багато з них можна знайти на збірках та компакт-дисках у спеціалізованих магазинах звукозапису.

## Вплив
Багато джазових музикантів приваблював ароматний жанр афробіту. Від Роя Оєрса в 1970-х до Ренді Вестона в 1990-х роках були співпраці, результатом яких стали такі альбоми, як Africa: Centre of the World Роя Оєрса, випущений лейблом Polydore у 1981 році. У 1994 році американський джазовий саксофоніст Бренфорд Марсаліс включив семпли «Beasts of No Nation» Фели до свого альбому Buckshot LeFonque.
Афробіт також глибоко вплинув на різних сучасних продюсерів і музикантів, таких як Браян Іно та Девід Бірн, які вважають Фелу Куті одним з основних своїх натхненників. Обидва працювали над альбомом Remain in Light гурту Talking Heads 1980 року, який привніс поліритмічний вплив афробіту в західну музику. Нове покоління діджеїв і музикантів 2000-х, які полюбили як матеріал Куті, так і інші рідкісні релізи, зробили компіляції та ремікси цих записів, таким чином заново представивши жанр новим поколінням слухачів і шанувальників афропопу та груву.
Наприкінці 1990-х — на початку 2000-х років у Брукліні, Нью-Йорк, зародилася невелика афробіт-сцена з такими проектами, як Antibalas, The Daktaris та Kokolo Afrobeat Orchestra. З того часу на сцену вийшли інші виконавці, такі як Zongo Junction. Багато інших згадують про вплив афробіту, наприклад, гурти The Budos Band та El Michels Affair, що належать до лейблу Daptone Records. Духова секція гурту Antibalas була запрошена TV on the Radio під час запису високо оціненого альбому Dear Science 2008 року, а також на альбомі Antidotes британського гурту Foals 2008 року. Інші приклади: Val Veneto, Radio Bantu, Tam Tam Afrobeat, Combo Makabro, Marabunta Orquesta, Minga!, Antropofonica, Guanabana Afrobeat Orquesta, El Gran Capitan, Morbo y Mambo, Luka Afrobeat Orquesta або NikiLauda. Певний вплив афробіту також можна знайти в музиці Vampire Weekend та Пола Саймона. У 2020 році гурт Antibalas був номінований на премію Ґреммі за Найкращий глобальний музичний альбом.
Афробіт-артисти 2000-х і сьогодення продовжують йти слідами Фели Куті. Деякі приклади цих виконавців — його сини Фемі Куті та Сеун Куті, Franck Biyong & Massak (з Камеруну), London Afrobeat Collective (з Лондона, Великобританія), Segun Damisa & the Afro-beat Crusaders, Shaolin Afronauts (з Аделаїди, Австралія), Newen Afrobeat (з Сантьяго, Чилі), Eddy Taylor & the Heartphones (з Кельна, Німеччина), Bantucrew, Albinoid Afrobeat Orchestra / Albinoid Sound System (зі Страсбурга, Франція), Underground System / Underground System Afrobeat (з Брукліну, Нью-Йорк), Abayomy Afrobeat Orquestra, Chicago Afrobeat Orchestra, Warsaw Afrobeat Orchestra, Karl Hector & the Malcouns (з Мюнхена, Німеччина), Ojibo Afrobeat (з Вільнюса, Литва), Afrodizz та Dele Sosimi, а також колишні учасники гурту Africa '70 Огене Кологбо (гітара) з Afrobeat Academy, Ніколас Аддо-Нетті (перкусія), який також відомий як Pax Nicholas, з Ridimtaksi (обидва гурти базуються в Берліні, Німеччина). Намібійський художник EES (Ерік Селл) асоціює афробіт з реґі та кваїто.
У 2009 році музичний лейбл Knitting Factory Records (KFR) випустив бродвейський мюзикл Fela!, який продемонстрував «мужність і неймовірну музичну майстерність» Куті, а також історію його життя. Вистава була номінована на 11 премій Тоні, отримавши три з них за найкращі костюми, найкращий звук та найкращу хореографію. Fela! йшла на Бродвеї протягом 15 місяців і була продюсована Jay-Z, Вілл Сміт та Джада Пінкетт-Сміт. Багато знаменитостей відвідували вистави, зокрема Дензел Вашингтон, Мадонна, Стінг, Спайк Лі (який бачив її вісім разів), Кофі Аннан і Мішель Обама. Мішель Вільямс, колишня вокалістка дівочого гурту Destiny's Child, була обрана на роль Сандри Ісадоре.
Музику Фели Куті використовували різні хіп-хоп музиканти, такі як Міссі Елліотт, J. Cole, Каньє Вест, а також інші популярні виконавці, такі як Бейонсе.
«Festival de Afrobeat Independiente» (FAI) регулярно проходить у Буенос-Айресі, де виступають регіональні гурти, а також відомі афробітові виконавці.